# Galaxy A82 5G
O Samsung Galaxy A82 5G (SM-A826S) é um smartphone intermediário premium da fabricante sul-coreana de eletrônicos Samsung Electronics, successor do modelo A80, com sistema operacional o Android 11.

## Características
O telefone possui uma configuração de câmera tripla com uma câmera principal de 64 MP, uma tela FHD + Infinity-O de 6,7 pol (161,9 mm) e uma bateria Li-Po de 4500 mAh. Equipado com o processador Qualcomm, presente nos principais smartphones de 2019 (como Galaxy S10 Mi Mix 3), com oito núcleos com 2,84 GHz, o primeiro a ter suporte às redes 5G, e processador gráfico Snapdragon 855+ (SM8150P) de 2018. O aparelho ainda trabalha com 6 GB de memória RAM. Este dispõe de conectividade Bluetooth 5.0 SIG com compatibilidade LE (Low Energy).

## Quantum 2
O Galaxy A82 5G foi lançado como Galaxy Quantum 2 na Coreia do Sul.